# Al-Hàkam I

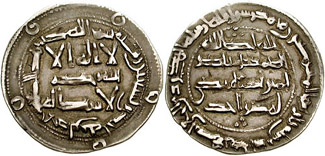

Al-Hàkam I o al-Hàkam ibn Hixam (àrab: الحكم بن هشام, al-Ḥakam ibn Hixam) (770-822) fou el tercer emir omeia de Còrdova (796-822). Va succeir el seu pare Hixam I quan va morir el 17 d'abril del 796. Tenia llavors 26 anys.

## La disputa sobre l'emirat
Els seus oncles Sulayman i Abd-Al·lah ibn Abd-ar-Rahman li van disputar el poder a la mort del seu pare. Abd-Al·lah fou el primer a arribar a Hispània des del Marroc i es va dirigir a la marca Superior, però les condicions no eren favorables a la revolta i junt amb els seus fills Ubayd-Al·lah i Abd-al-Màlik es va retirar en territori de Carlemany. Allà va arribar a presentar-se a la cort franca a Aquisgrà i oferir al rei la seva cooperació per a la conquesta de Barcelona fins al riu Ebre. L'any següent l'altre oncle, Sulayman, va desembarcar amb forces amazigues i va atacar Qúrtuba, però fou derrotat i es va retirar cap a Màrida on fou capturat i mort. Abd-Al·lah fou perdonat però se li va assignar residència a Balànsiya.

## Conflictes fronterers
El primer any de regnat va enviar una expedició contra Astúries, que va assolar la regió d'al-Qilà (Castella) i va conquerir Calahorra, arribant a la mar per Santander. El 797 es va revoltar Tulaytula, on els muladís eren majoria. El general Amrús ibn Yússuf, enviat per a sufocar la revolta, va delmar l'aristocràcia local en l'anomenat "dia de la rasa" o wakat al-kufra.
El 798 Guillem de Tolosa, que coordinava les operacions per conquerir Ath-Thaghr al-Alà (la Marca Superior) en nom de Lluís el Pietós, convocà la Dieta de Tolosa a la qual assistiren ambaixadors d'Alfons II d'Astúries i Bahlul ibn Marzuq, on es va establir com seria atacada la frontera musulmana. A la Marca Superior, els Banu Qassi també mantenien l'agitació i van aliar-se amb la nissaga autòctona vascona de Pamplona, els Ximenes Garceanes, en contra de la nissaga dels Balaixk (o Velasc), favorables als francs, que havien matat a Mutàrrif ibn Mussa ibn Fortun, un membre de la família dels Banu Qassi que governava la ciutat (799). Carlemany va afavorir la revolta que va independitzar Pamplona (799-801). De nou, fou el general Amrús l'enviat per posar orde a la zona. El valí muladí de Waixqa (Osca) també fou castigat. Llavors es va fortificar Tutela (Tudela) que havia de ser un punt fort per dominar la Marca Superior, que fou presa breument pels vascons.
El mateix 801 les forces cordoveses que atacaven territori depenent d'Astúries foren derrotades pels vascons dirigits per Velasc, al congost d'Arganzón; el contraatac asturià va provocar una nova ofensiva que els va derrotar a Wadi Arun, és a dir el riu Orón, prop de Miranda de Ebro el 816. Tots aquestos conflictes van aturar les incursions al regne d'Astúries durant uns anys, i van permetre formar una aliança entre Alfons II d'Astúries i Carlemany, que va conquerir Barxiluna o Barcelona el 801. En els següents dotze anys els francs van arribar fins a Turtuixa (Tortosa) però van recular fins a Barcelona evacuant Tarraco (Tarragona).

## La resistència muladí i amazic
A la marca Inferior els muladís i amazics oferien resistència a Màrida, que va resistir fins al 813. Totes aquests revoltes van coincidir a més a més amb dos motins a la capital. El primer va tenir lloc el maig del 805, quan es va descobrir un complot contra l'emir que pretenia entronitzar un cosí seu, Muhàmmad ibn al-Qàssim, i arran d'això foren crucificats 62 notables cordovesos. El segon motí fou uns anys més tard, el 818, la coneguda com a Revolta del Raval, que va suposar l'execució de 300 notables de la ciutat i l'exili per als habitants del raval de Qurtuba. Una part d'aquestos exiliats es van establir a Fes, mentre altres van esdevenir pirates a la Mediterrània i van fundar un estat a Alexandria i, més tard, a Creta.
Als darrers anys la salut delicada d'Al-Hàkam va dulcificar el seu regnat. L'emir va estar tancat a palau, defensat per una força de mercenaris estrangers que garantien el seu poder i seguretat. Va fer reconèixer al seu fill Abd-ar-Rahman II com a successor i va morir quinze dies després, el 21 de maig del 822.